# Antoine Gombaud
Antoine Gombaud, cavaliere de Méré (Poitou, 1607 – Baussay, 1684), è stato uno scrittore francese.
Amico di Blaise Pascal, fu autore delle Conversazioni (1669) e i Discorsi (1677), nei quali si delineò come massimo teorico della vita mondana nel XVII secolo.
Noto per avere contribuito indirettamente alla nascita del calcolo delle probabilità avendo posto nel 1654 a Pascal un problema relativo al gioco dei dadi che il fisico-matematico e filosofo risolse con un procedimento innovativo condiviso con Fermat. Pubblicò nel 1678 Le avventure di Rinaldo e Armida, romanzo cavalleresco.